# Замок Иттер
Замок Иттер (иногда Иттерский замок; нем. Schloss Itter) — средневековый замок, расположенный на территории тирольской коммуны Иттер, в округе Кицбюэль.

## История
Точное время постройки замка Иттер, по данным на начало XXI века, неизвестно; известно, что первоначально на этом месте располагалась пограничная крепость Регенсбургского епископства, построенная для наблюдения за входом в долину Бриксенталь (Brixental). Крепость против потенциального вторжения из Зальцбургской епархии могла возникнуть уже в 900 году. В 1380 году замок и деревня Иттер, впервые упоминаемые в документах за 1241 год, были проданы Регенсбургским собором Зальцбургскому капитулу.
В 1526 году замок Иттер был разрушен в ходе крестьянского восстания в Пинцгау (Целль-ам-Зе), но был восстановлен к 1532 году. В XVII веке Иттер, как и многие другие замки в регионе, пережил упадок и практически полностью разрушился. В 1806 году, во время оккупации региона наполеоновскими войсками, баварское правительство продало руины замка муниципалитету Иттер за символическую плату в 15 гульденов. Местные фермеры, таким образом, получили легальную возможность использовать руины как источник строительных материалов.
В 1878 году руины были приобретены предпринимателем из Мюнхена Паулем Шписсом: он построил новое здание на старом фундаменте и организовал в нём гостиницу на 50 номеров. Проект отеля оказался неудачным и в 1884 году замок приобрела пианистка Софья Ментер, гостями которой были Лист и Чайковский. В 1902 году новый владелец, Ойген Мейер, перестроил здание в неоготическом стиле, сделав его своей резиденцией.
5 мая 1945 года у стен замка произошёл бой, в ходе которого солдаты армии США и вермахта вместе сражались против сил Ваффен-СС.